# 1936년 하계 올림픽 페루 선수단
페루는 1936년 8월 1일부터 16일까지 독일 베를린에서 열린 제11회 하계 올림픽에 선수단을 파견했다.

## 수영
남자
| 선수 | 세부 종목 | 예선              | 예선        | 기록    | 순위 |           |
| 선수 | 세부 종목 | 아르투로 알바레즈 | 100m 자유형 | 1:04.97 | 6    | 진출 못함 |